# Харьковский театр кукол
Харьковский государственный академический театр кукол имени В. А. Афанасьева (укр. Харківський державний академічний театр ляльок імені В. А. Афанасьєва) — первый театр кукол в городе Харькове. Создан в 1935 году.

## Предыстория театра кукол
Перед организацией театра кукол в 1930-х гг. в Харькове работало уже множество кукольных коллективов.
В 1920—1930-х годах увлечение театральными постановками для многих талантливых людей переросло в профессиональную деятельность. В это время возник театр марионеток скульптора Петра Джунковского и его жены Валентины Белоруссовой. Театр марионеток продержался недолго из-за материальных трудностей, и в 1924 году Пётр Петрович Джунковский и Варвара Павловна Белоруссова создают новый менее затратный петрушечный театр «Бивамар», который просуществовал до 1930 года.
В 1922 году актёром и режиссёром Евпаторийского драматического театра Николаем Михайловичем Овчинниковым и его женой Екатериной Михайловной Овчинниковой в Харькове был организован кукольный театр «Петрушка». Репертуар театра был невелик (около 10 пьес), все работы агитационного характера. В 1924 году кукольный театр Овчинниковых был прикреплён к Управлению зрелищными предприятиями, а с 1928 года театр получил государственную дотацию и продолжил свою работу в помещении харьковского ТЮЗа». В 1929—1934 гг. «Театр Петрушки» возглавляла супруга Николая Е. Овчинникова. Осенью 1929 г. на базе этого театра был создан Показательный театр кукол, режиссёром и организатором которого стал Иван Шаховец, а художником Евгения Гуменюк. И. Шаховец в 1936 г. вынужден был покинуть Показательный театр из-за доноса. Позднее он организовал Транспортный театр кукол во Дворце культуры железнодорожников. Администратором этого театра стал Александр Струменко, на его сцене начинала карьеру Любовь Гнатченко. В 1931 г. Харьковский Показательный театр был переименован во Всеукраинский Показательный театр кукол. В 1935 г.в состав коллектива театра входил В. А. Афанасьев.
В 1935 году В. Белоруссова создала новый театр, который стал называться Харьковский областной театр кукол, первым директором которого стал Пётр Львович Слоним.

## История
Театр кукол был открыт 1 июля 1939 года. «Театр был организован согласно постановлению Совета Народных Комиссаров и Комитета по делам искусств как театр для обслуживания контингентов зрителей зрителей детского школьного и дошкольного возраста в Харькове и Харьковской области 1 июля 1939 года. Указанное мероприятие было осуществлено с целью увеличения зрелищных предприятий, входивших в смотровую сеть областного отдела по делам искусств и вызывалось тем обстоятельством, что организованный и действовавший с 1938 года Первый областной театр кукол (украинский) не мог полностью обслужить возросшей потребности в спектаклях кукольного жанра».
Первым художественным руководителем театра стал Струменко Александр Николаевич. Первый штат сотрудников составлял 20 человек.
Первый театральный сезон был открыт 18 августа 1939 года пьесой «На воле», автором которой являлся сам Струменко А. Н. Театр не имел постоянного помещения, и коллективу приходилось работать на разных сценах: Клуба шоферов, Клуба медработников, Малого театра. В июне 1941 года театр кукол получил стационарное помещение на пл. Тевелева, 24 (ныне — пл. Конституции) в здании областной филармонии).
После начала Великой Отечественной войны (21 сентября 1941 года) театр был эвакуирован в город Красный Кут Саратовской области, а с декабря 1941 года по приглашению Киргизского Комитета по делам искусств начал работать в городе Таласе, Киргизия. Театр разместился в стационарном помещении районного Талаского клуба. За время работы в Таласе (с января 1942 и по март 1944 года) театром было поставлено двадцать девять пьес на русском и украинском языках, в том числе, К. Симонова «Русские люди», Т. Шевченко «Назар Стодоля», «Мати-наймичка», Котляревского «Наталка-Полтавка», Александрова «Свадьба в Малиновке», Тобилевича «Глитай, або павук», Кропивницкого «Доки сонце зійде, роса очі виїсть» и др. В кукольном жанре были поставлены «Бобка» (Гернет), «Наоборот», «Сон в руку» (Ленч), «Боевой Петрушка» и «Шнельклопс». 
В апреле 1944 года театр возвратился в Харьков, где работал как передвижной. Представления проходили в Доме учителя, затем в театре Эстрады и миниатюр.
В 1946—1948 годах в театре начинают свою работу Г. Стефанов, Л. Гнатченко, П. Янчуков, М. Корик, Т. Фомина, В. Кузьмина, концертмейстер А. Уралова. В 1950 году театр кукол переведён в павильон на Коммунальном рынке.
В 1952 году новым художественным руководителем театра стал Виктор Андреевич Афанасьев. В мае этого года театру было предоставлено помещение на ул. Красина, 3. В этом помещении находился областной Дом творчества. Вскоре помещение полностью передали театру кукол, и с этого времени начался его расцвет. В декабре 1955 года состоялась первая премьера на профессиональной сцене страны кукольного спектакля И. Штока «Чёртова мельница». Постановщиками пьесы были А. Д. Юдович, В. Афанасьев, открыв Харьковскому театру кукол право на полноценную эстетическую работу.
19 мая 1956 года В. А. Афанасьеву присвоили звание заслуженного деятеля искусств УССР. В. Афанасьев был избран президентом Украинской секции УНИМА, вице-президентом Советской секции УНИМА. 15 апреля 1967 года ему присвоено звание народного артиста УССР.
23 августа 1968 года был торжественно открыт Дворец сказок (ныне — Харьковский театр кукол) в помещении, построенном по проекту А. Н. Бекетова и специально отреставрированном для театра кукол в центре города. В это время в помещении театра был открыт единственный на Украине Музей театральных кукол. В музее представлены коллекции кукол из Польши, Болгарии, Германии, Румынии, США, Франции, Канады, Бельгии, стран СНГ.
В 1973 году по инициативе В. А. Афанасьева была создана кафедра актёров и режиссёров при Харьковском институте искусств (ныне — Харьковский государственный университет искусств им. И. П. Котляревского). За время работы В. А. Афанасьева театр кукол стал интеллектуальным и культурным центром.
В 1970-х годах для работы в театре съезжались наиболее талантливые актёры и режиссёры со всей Украины. Однако в 1980-х годах Харьковский театр кукол попал в кризисное положение. В связи со сменой руководства он потерял качество спектаклей, культуру постановок, уровень режиссуры и сценографии.
Новый этап начался с приходом в 1991 году в театр нового главного режиссёра — Евгения Юзефовича Гимельфарба. Благодаря ему на сегодня Харьковский театр кукол им. В. А. Афанасьева считается одним из ведущих театров Украины. Его репертуар — более 20 постановок для детей и самый большой подбор спектаклей для взрослых.
В ноябре 2002 года Харьковскому театру кукол решением коллегии Министерства культуры и искусств Украины от 30.10.2002 г. (№ 625) был присвоен статус «академический».
В результате введения военного положения в Украине после вторжения России на территорию Украины, театр приостановил деятельность с 24 февраля 2022 года, о чём появилось сообщение на главной странице официального сайта театра. Здание Харьковского театра кукол пострадало во время боёв за Харьков.

## Репертуар театра
На сегодняшний день репертуар театра включает около 35 пьес для детей всех возрастов и взрослой публики.

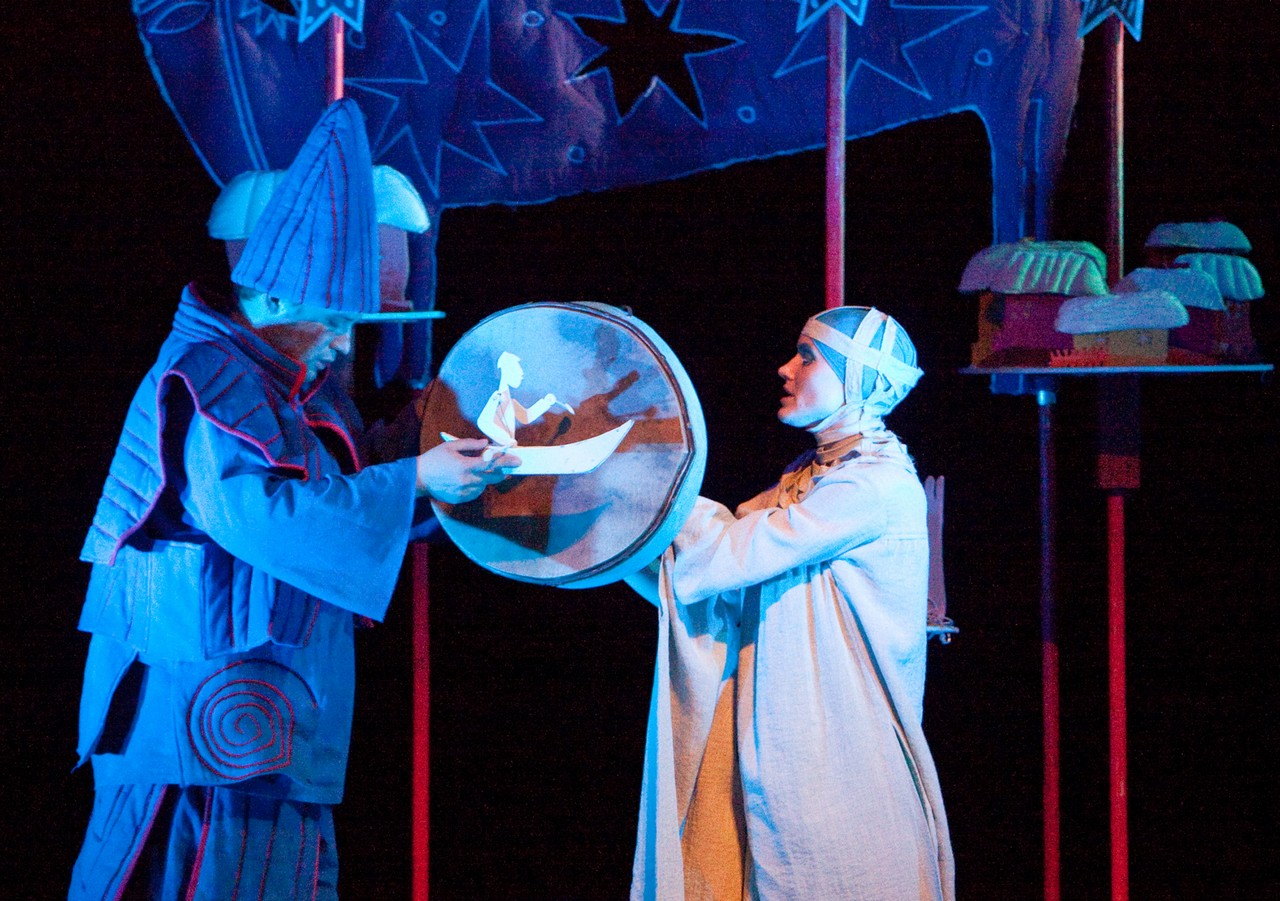
Спектакль «Майская ночь». 2012

### Спектакли для детей
- «Айболит»
- «Белоснежка и семь гномов»
- «Волк и семеро козлят»
- «Раз, два, три, четыре, пять Винни Пух идет искать»
- «Гуси-лебеди»
- «Дюймовочка»
- «Ещё раз о Красной шапочке»
- «Ёжик из тумана»
- «Жили-были»
- «Золотой ключик, или Приключения Буратино»
- «Ивасик-Телесик»
- «Как казаки чертей обманули»
- «Кошкин дом»
- «Котигорошок»
- «Малыш и Карлсон»
- «Огниво»
- «По щучьему велению»
- «Приключения Незнайки»
- «Сказка о трех поросятах»
- «Сказки джунглей»
- «Стойкий оловянный солдатик»
- «Снегурочка»
- «Снежная королева»
- «Таинственный гиппопотам»
- «Тайна королевского сада»
- «Щелкунчик»

### Спектакли для взрослых
- «Вишневый сад»
- «Гамлет»
- «Дети райка»
- «Декамерон»
- «Женитьба»
- «Казанова»
- «Король Лир»
- «Майская ночь, или Лунное колдовство»
- «Мастер и Маргарита»
- «Простые истории Антона Чехова»
- «Ревизор»
- «Скотный двор»
- «Чевенгур. Губерния на берегу неба»
- «Чертова мельница»

## Актёрский состав
Народный артист Украины
- Рубинский Алексей Юрьевич

Заслуженный артист Украины
- Гиндин Вячеслав Иосифович
- Гуриненко Геннадий Юрьевич
- Мирошниченко Игорь Акимович

Актёры
- Аракелян Владислава Александровна
- Бойко Алексей Васильевич
- Бурлеев Виталий Леонидович
- Грабина Елена Александровна
- Гранковская Наталья Николаевна
- Золотарева Ирина Александровна
- Коваль Александр Николаевич
- Коваль Ольга Святославовна
- Любченко Екатарина Евгеньевна
- Максимова (Павлова) Екатерина Александровна
- Маркин Александр Владимирович
- Мельник Владимир Владимирович
- Мищенко Виктория Александровна
- Мохленко Ольга Федоровна
- Озеров Михаил Юрьевич
- Озерова Алена Валерьевна
- Петриченко Алексей Павлович
- Рычагова Валентина Николаевна
- Савельев Павел Павлович
- Татарчук Максим Юрьевич
- Тумасянц Татьяна Анатольевна
- Шапранова (Галдун) Юлия Николаевна
- Шапошников Владимир Владимирович
- Шапошникова Наталья Леонидовна
- Шлыкова Александра Сергеевна

Театр сотрудничает с
Заслуженный артист Украины
- Бардуков Владимир Алексеевич

Актёры
- Агеенко Марина Олеговна
- Вусик Артем Александрович
- Гукасян-Коробейникова Снежанна Александровна
- Рабинович Ирина Вольфовна

Актёры, ранее работавшие в театре
Заслуженный артист Украины
- Горбунов Владимир Михайлович
- Гнатченко Любовь Павловна
- Янчуков Пётр Тимофеевич

Артисты
- Андрющенко Антон Вячеславович
- Мельникова Людмила Григорьевна
- Пармакян Нонна Константиновна (до 1968 г.)
- Смелянская
- Стефанов Георгий Евгеньевич

## Награды
- 1958 — Диплом I степени  и Грамота ЦК ВЛКСМ Всесоюзного фестиваля театров (Москва) за спектакли «Чёртова мельница» и «Запорожец за Дунаем»
- 1968  — Диплом I степени Республиканского смотра лучших спектаклей, посвящённого 50-летию Советской власти за спектакль «Божественная комедия»
- 1969 — Президиум ВС УССР наградил коллектив театра Почётной грамотой за «заслуги в развитии советского театрального искусства и в коммунистическом воспитании детей и юношества»
- 1976 — Республиканская комсомольская премия имени Николая Островского в области литературы, искусства и архитектуры
- 2008 — Диплом I степени Фестиваля театров кукол им. С. Образцова (Москва) за спектакль «Дюймовочка»